# 32e Ryūō (shogi) 2018-2019
«Édition précédente (31)
32e Ryūō
Édition suivante (33)»
Le 32e Ryūō est une compétition de shogi organisée au Japon entre 2018 et 2019 et compte pour la saison 2018-2019.

## Ryuosen Nana-Ban Shobu
Le Championnat Ryūō a opposé dans un match en 7 parties le Roi Dragon Akihito Hirose au vainqueur du tournoi des candidats Masayuki Toyoshima
Le challenger Masayuki Toyoshima s'est imposé par 4 victoires à 1. 
| Partie                                      | Date       | Sente                                             | Sente                                             | Né e                                              | Gote                                              | Gote                                              | Né en                                             | Hirose                                            | Toyoshima                                         | Lieu |
| ------------------------------------------- | ---------- | ------------------------------------------------- | ------------------------------------------------- | ------------------------------------------------- | ------------------------------------------------- | ------------------------------------------------- | ------------------------------------------------- | ------------------------------------------------- | ------------------------------------------------- | ---- |
| 1                                           | 11/10/2019 | Akihito Hirose                                    | 広瀬 章人                                         | 1987                                              | Masayuki Toyoshima                                | 豊島 将之                                         |                                                   | 0                                                 | 1                                                 |      |
| 2                                           | 23/10/2019 | Masayuki Toyoshima                                | 豊島 将之                                         |                                                   | Akihito Hirose                                    | 広瀬 章人                                         | 1987                                              | 0                                                 | 2                                                 |      |
| 3                                           | 09/11/2019 | Akihito Hirose                                    | 広瀬 章人                                         | 1987                                              | Masayuki Toyoshima                                | 豊島 将之                                         |                                                   | 0                                                 | 3                                                 |      |
| 4                                           | 21/11/2019 | Masayuki Toyoshima                                | 豊島 将之                                         |                                                   | Akihito Hirose                                    | 広瀬 章人                                         | 1987                                              | 1                                                 | 3                                                 |      |
| 5                                           | 06/12/2019 | Akihito Hirose                                    | 広瀬 章人                                         | 1987                                              | Masayuki Toyoshima                                | 豊島 将之                                         |                                                   | 1                                                 | 4                                                 |      |
| 6                                           | 12/12/2019 | Masayuki Toyoshima 豊島 将之 (1990) Vainqueur 4-1 | Masayuki Toyoshima 豊島 将之 (1990) Vainqueur 4-1 | Masayuki Toyoshima 豊島 将之 (1990) Vainqueur 4-1 | Masayuki Toyoshima 豊島 将之 (1990) Vainqueur 4-1 | Masayuki Toyoshima 豊島 将之 (1990) Vainqueur 4-1 | Masayuki Toyoshima 豊島 将之 (1990) Vainqueur 4-1 | Masayuki Toyoshima 豊島 将之 (1990) Vainqueur 4-1 | Masayuki Toyoshima 豊島 将之 (1990) Vainqueur 4-1 |      |
| 7                                           | 18/12/2019 | Masayuki Toyoshima 豊島 将之 (1990) Vainqueur 4-1 | Masayuki Toyoshima 豊島 将之 (1990) Vainqueur 4-1 | Masayuki Toyoshima 豊島 将之 (1990) Vainqueur 4-1 | Masayuki Toyoshima 豊島 将之 (1990) Vainqueur 4-1 | Masayuki Toyoshima 豊島 将之 (1990) Vainqueur 4-1 | Masayuki Toyoshima 豊島 将之 (1990) Vainqueur 4-1 | Masayuki Toyoshima 豊島 将之 (1990) Vainqueur 4-1 | Masayuki Toyoshima 豊島 将之 (1990) Vainqueur 4-1 |      |
| Masayuki Toyoshima bat Akihito Hirose 4 - 1 |            |                                                   |                                                   |                                                   |                                                   |                                                   |                                                   |                                                   |                                                   |      |

## Kessho Tonamento (Tournoi des Candidats)
Ce tournoi a opposé 11 joueurs 
- 5 issus de la classe 1
- 2 issus de la classe 2
- 1 issu de la classe 3
- 1 issu de la classe 4
- 1 issu de la classe 5
- 1 issu de la classe 6

Les deux finalistes se sont affrontés dans un match en 3 parties.

### Finale des Candidats
La finale des candidats a opposé dans un match en trois parties Masayuki Toyoshima a Kazuki Kimura
- Masayuki Toyoshima a remporté le match par deux victoires à une et est donc devenu le challenger du Roi Dragon Akihito Hirose

| Partie | Date       | Sente              | Sente    | Né en | Gote               | Gote     | Né en | Toyoshima | Kimura | Lieu |
| ------ | ---------- | ------------------ | -------- | ----- | ------------------ | -------- | ----- | --------- | ------ | ---- |
| 1      | 13/08/2019 | Kazuki Kimura      | 木村一基 | 1973  | Masayuki Toyoshima | 豊島将之 | 1990  | 1         | 0      |      |
| 2      | 23/08/2019 | Masayuki Toyoshima | 豊島将之 | 1990  | Kazuki Kimura      | 木村一基 | 1973  | 1         | 1      |      |
| 3      | 05/09/2019 | Masayuki Toyoshima | 豊島将之 | 1990  | Kazuki Kimura      | 木村一基 | 1973  | 2         | 1      |      |

### Tableau Principal
Les deux finalistes s'affrontent dans un match en trois parties.
| 1er Cl. 1 | Akira Watanabe     | 渡辺明   | 1983 | Akira Watanabe     | Akira Watanabe     | Akira Watanabe     | Akira Watanabe     | Akira Watanabe     | Masayuki Toyoshima |
| 4e Cl. 1  | Masayuki Toyoshima | 豊島名人 | 1990 | Masayuki Toyoshima | Masayuki Toyoshima | Masayuki Toyoshima | Masayuki Toyoshima | Masayuki Toyoshima | Masayuki Toyoshima |
| 5e Cl.1   | Toshiaki Kubo      | 久保利明 | 1975 | Toshiaki Kubo      | Toshiaki Kubo      | Toshiaki Kubo      | Sota Fujii         | Masayuki Toyoshima | Masayuki Toyoshima |
| 1er Cl.4  | Sota Fujii         | 藤井聡太 | 2002 | Sota Fujii         | Sota Fujii         | Sota Fujii         | Sota Fujii         | Masayuki Toyoshima | Masayuki Toyoshima |
| 1er Cl.5  | Seiya Kondo        | 近藤誠也 | 1996 | Seiya Kondo        | Seiya Kondo        | Sota Fujii         | Sota Fujii         | Masayuki Toyoshima | Masayuki Toyoshima |
| 1er Cl.6  | Hirotaka Kajiura   | 梶浦宏孝 | 1995 | Hirotaka Kajiura   | Seiya Kondo        | Sota Fujii         | Sota Fujii         | Masayuki Toyoshima | Masayuki Toyoshima |
| 3e Cl. 1  | Kazuki Kimura      | 木村一基 | 1973 | Kazuki Kimura      | Kazuki Kimura      | Kazuki Kimura      | Kazuki Kimura      | Kazuki Kimura      | Kazuki Kimura      |
| 1er Cl.2  | Amahiko Sato       | 佐藤天彦 | 1988 | Amahiko Sato       | Amahiko Sato       | Amahiko Sato       | Amahiko Sato       | Kazuki Kimura      | Kazuki Kimura      |
| 2e Cl. 2  | Takanori Hashimoto | 橋本崇載 | 1983 | Takanori Hashimoto | Takanori Hashimoto | Takanori Hashimoto | Daisuke Suzuki     | Takuya Nagase      | Kazuki Kimura      |
| 1er Cl.3  | Daisuke Suzuki     | 鈴木大介 | 1973 | Daisuke Suzuki     | Daisuke Suzuki     | Daisuke Suzuki     | Daisuke Suzuki     | Takuya Nagase      | Kazuki Kimura      |
| 2e Cl. 1  | Takuya Nagase      | 永瀬拓矢 | 1992 | Takuya Nagase      | Takuya Nagase      | Takuya Nagase      | Takuya Nagase      | Takuya Nagase      | Kazuki Kimura      |

## Classe 1 Rankingu-sen 1-kumi
Ce tournoi a opposé 16 joueurs dans un tableau à élimination directe.
| Yoshiharu Habu    | 羽生善治   | 1970 | Yoshiharu Habu    | Yoshiharu Habu   | Yoshiharu Habu |                | Akira Watanabe |
| Kenjirō Abe       | 阿部健治郎 | 1989 | Kenjirō Abe       | Yoshiharu Habu   | Yoshiharu Habu |                | Akira Watanabe |
| Nobuyuki Yashiki  | 屋敷伸之   | 1972 | Nobuyuki Yashiki  | Nobuyuki Yashiki | Yoshiharu Habu |                | Akira Watanabe |
| Tadahisa Maruyama | 丸山忠久   | 1970 | Tadahisa Maruyama | Nobuyuki Yashiki | Yoshiharu Habu |                | Akira Watanabe |
|                   |            |      |                   |                  |                |                | Akira Watanabe |
|                   |            |      |                   |                  |                |                | Akira Watanabe |
|                   |            |      |                   |                  |                |                | Akira Watanabe |
|                   |            |      |                   |                  |                |                | Akira Watanabe |
|                   |            |      |                   |                  |                | Akira Watanabe | Akira Watanabe |
|                   |            |      |                   |                  |                |                | Akira Watanabe |
|                   |            |      |                   |                  |                |                | Akira Watanabe |
|                   |            |      |                   |                  |                |                | Akira Watanabe |
| Akira Watanabe    | 渡辺明     | 1983 | Akira Watanabe    | Akira Watanabe   | Akira Watanabe |                | Akira Watanabe |
|                   |            |      |                   | Akira Watanabe   | Akira Watanabe |                | Akira Watanabe |
|                   |            |      |                   |                  | Akira Watanabe |                | Akira Watanabe |
|                   |            |      |                   |                  | Akira Watanabe |                | Akira Watanabe |

### Rankingusen
Les deux premiers sont qualifiés pour le Kessho tonamento.

Les deux éliminés des demi-finales disputent le 3-iketteisen.

Les 4 éliminés des quarts de finale dispute le 4-iketteisen.

Les 8 éliminés du premier tour dispute le 5-iketteisen.

### 3-Iketteisen
Le vainqueur est qualifié pour le Kessho tonamento.
|  |  |
|  |  |

### 4-Iketteisen
Le vainqueur est qualifié pour le Kessho tonamento.
|  |  |  |
|  |  |  |
|  |  |  |
|  |  |  |

### 5-Iketteisen
Le vainqueur est qualifié pour le Kessho tonamento.

Les quatre derniers sont relégués en classe 2.
|  |  |  |  |
|  |  |  |  |
|  |  |  |  |
|  |  |  |  |
|  |  |  |  |
|  |  |  |  |
|  |  |  |  |
|  |  |  |  |

## Classe 2 Rankingu-sen 2-kumi

### Rankingu-sen
Ce tournoi a rassemblé 16 joueurs.
Les deux premiers sont qualifiés pour le Kessho Tonamento (tournoi final) et sont promus en classe 1.
|  |  |  |  |  |
|  |  |  |  |  |
|  |  |  |  |  |
|  |  |  |  |  |
|  |  |  |  |  |
|  |  |  |  |  |
|  |  |  |  |  |
|  |  |  |  |  |
|  |  |  |  |  |
|  |  |  |  |  |
|  |  |  |  |  |
|  |  |  |  |  |
|  |  |  |  |  |
|  |  |  |  |  |
|  |  |  |  |  |
|  |  |  |  |  |

### Shokyu-sha Ketteisen
Bataille pour la promotion :
Les deux premiers sont promus en classe 1.

Les perdants du premier tour relégué en Classe 3.
|  |  |  |  |  |
|  |  |  |  |  |
|  |  |  |  |  |
|  |  |  |  |  |
|  |  |  |  |  |
|  |  |  |  |  |
|  |  |  |  |  |
|  |  |  |  |  |
|  |  |  |  |  |
|  |  |  |  |  |
|  |  |  |  |  |
|  |  |  |  |  |
|  |  |  |  |  |
|  |  |  |  |  |

## Classe 3 Rankingu-sen 3-kumi

### Rankingu-sen
Ce tournoi a opposé 16 joueurs.
Le vainqueur est qualifie pour le Kessho tonamento.

Les deux premiers sont promus en classe 2.
|  |  |  |  |  |
|  |  |  |  |  |
|  |  |  |  |  |
|  |  |  |  |  |
|  |  |  |  |  |
|  |  |  |  |  |
|  |  |  |  |  |
|  |  |  |  |  |
|  |  |  |  |  |
|  |  |  |  |  |
|  |  |  |  |  |
|  |  |  |  |  |
|  |  |  |  |  |
|  |  |  |  |  |
|  |  |  |  |  |
|  |  |  |  |  |

### Shokyu-sha Ketteisen
Bataille pour la promotion :
Les deux premiers sont promus en classe 2.
- Yuki Sasaki
- Kazuhiro Nishikawa

Les perdants du premier tour relégué en classe 4.
- Akira Shima
- Taku Morishita
- Hirotaka Nozuki
- Takuma Oikawa

|  |  |  |  |  |
|  |  |  |  |  |
|  |  |  |  |  |
|  |  |  |  |  |
|  |  |  |  |  |
|  |  |  |  |  |
|  |  |  |  |  |
|  |  |  |  |  |
|  |  |  |  |  |
|  |  |  |  |  |
|  |  |  |  |  |
|  |  |  |  |  |
|  |  |  |  |  |
|  |  |  |  |  |